# Ломен, Николай Николаевич
Николай Николаевич Ломен (28 мая 1843 — 1909, Санкт-Петербург) — участник Русско-турецкой войны 1877—1878 годов, капитан 1 ранга, командир крейсера 1-го ранга «Память Азова», впоследствии командир яхты «Полярная звезда», адмирал, генерал-адъютант.

## Биография
Происходил из дворян Санкт-Петербургской губернии, сын генерал-майора.
Образование получил в Морском кадетском корпусе, по окончании которого был произведён 8 апреля 1862 года в чин гардемарина и 18 июля 1864 года произведен в мичманы. 1 января 1868 года произведен в чин лейтенанта и назначен командиром 9 роты команды корвета «Боярин». С 19 мая 1873 года — старший офицер монитора «Вещун», с 16 октября 1876 года — старший офицер корвета «Воевода».
В 1876 году командирован для сопровождения шлюпок в действующую армию на Дунай. Здесь участвовал:
- 20 апреля — при устройстве минного заграждения у реки Рени,
- 22 апреля — при бомбардировании реки Рени турецким монитором,
- 2 и 3 июня исследовал под огнём турецких батарей устье реки Ольты, не минировано ли оно, и убедился в том, что минных заграждений нет.

С 1 июля по 1 сентября — начальник передового поста и минных заграждений у сёл Комаско и Мечка. За отличие при сплаве мостовых принадлежностей из Слатина к месту переправы через Дунай у Систова 15-го 17-го июля награждён орденом Святого Владимира 4-й степени с мечами и бантом. За эту же кампанию награждён орденом Святого Станислава 2-й степени с мечами. 1 января 1878 года произведен в чин капитан-лейтенанта. Год командовал монитором «Систово».
С 19 мая 1879 года — старший офицер корвета «Боярин», с 3 мая 1880 года — старший офицер клипера «Крейсер», с 10 июля 1882 года — старший офицер фрегата «Владимир Мономах». 26 февраля 1885 года произведен в чин капитана 2-го ранга.
Со 2 апреля 1884 года — командир клипера «Пластун», с 1 января 1887 года — командир фрегата «Память Азова» с производством в чин капитана 1-го ранга, с 1888 года — командующий (с 1 января 1889 года — командир) фрегата «Генерал-Адмирал», с 1 января 1890 года — командир фрегата «Память Азова». На этом фрегате совершил кругосветное плавание наследник цесаревич Николай Александрович. В ходе плавания посетил Японию и был награждён японским орденом Восходящего солнца II степени со звездой.
C 1892 года — член комиссии при библиотеке морского министерства, по военно-морскому делу, 5 апреля 1893 года назначен заведующим военно-морским учёным отделом главного морского штаба. 3 июня того же года назначен флигель-адъютантом и флаг-капитаном Его Императорского Величества, 30 августа произведен в чин контр-адмирала с оставлением в Свите. 1 апреля 1901 года произведен в чин вице-адмирала, а 6 мая назначен генерал-адъютантом. 20 сентября 1902 года получил разрешение принять и носить итальянский орден Св. Маврикия и Лазаря большого креста и ольденбургский орден «За заслуги» I класса. 30 сентября 1902 года получил Высочайшее разрешение принять и носить греческий орден Спасителя I класса. В 1893—1905 годах занимал должность флаг-капитана Его Императорского Величества. 6 декабря 1904 года награжден орденом Белого Орла. 5 октября 1905 года был отчислен от должности флаг-капитана Его Императорского Величества и удостоен звания генерала, состоящего при Особе Его Величества. 24 декабря 1907 года назначен постоянным членом Совета государственной обороны. 29 марта 1909 года произведён в чин адмирала, в апреле того же года скончался.